# Reiner Biewer
Reiner Biewer OSB (* vor 1560 in Trier; † nach 1613) war Abt der Reichsabtei St. Maximin in Trier und einer der bekanntesten Hexenverfolger des ausgehenden 16. Jahrhunderts.

## Leben

### Herkunft und frühe Jahre
Aus der Zeit vor seinem Amtsantritt als Abt von St. Maximin ist über Reiner Biewer lediglich bekannt, dass er aus Trier stammte und in den Benediktinerorden eintrat, dies wohl bereits in St. Maximin, da Benediktiner zur stabilitas loci verpflichtet sind. Im Jahr 1581 wurde er zum Abt von St. Maximin gewählt.

### Rolle in der Hexenverfolgung
Ihren Höhepunkt erreichten die Hexenverfolgungen in den Jahren zwischen 1586 und 1596. In der Literatur werden mehrere Ursachen hierfür genannt, deren Zusammenspiel zu einer Flut von Hexenprozessen führte.

#### Gründe
Zunächst wird eine allgemeine Hexenfurcht genannt, die Reiner Biewer ebenso befallen hatte wie den Trierer Erzbischof und Kurfürsten Johann VII. von Schönenberg. Noch mehr als Bauern oder Städter vermuteten die Geistlichen dahinter eine „Hexensekte“, die Mordanschläge auf sie planen sollte. Einem solchen Anschlag schrieb Reiner Biewer den Tod seines Vorgängers Matthias von Saarburg zu. „In einem Hexenprozess aus dem Jahr 1594 bezeugte der Abt sogar, die verdächtigte Frau habe ihm aus nächster Nähe Zaubersalbe ins Ohr geblasen.“ Den niederländischen Theologen und Verfolgungskritiker Cornelius Loos zwang Biewer 1593 in Anwesenheit des Trierer Offizials Bartholomäus Bodegemius, des Trierer Weihbischofs Peter Binsfeld und des päpstlichen Nuntius Ottavio Frangipani, seine Thesen zu widerrufen.
Aber es war nicht allein die persönliche Furcht vor dem Tod, die Biewer systematische Hexenverfolgungen in seinem Territorium organisieren ließ. Ein weiterer Grund lag in den Missernten im Trierer Land zwischen 1581 und 1592, die durch lediglich zwei fruchtbare Jahre unterbrochen wurden. Heute wird dies auf die Verschlechterung der Klimaverhältnisse – die „kleine Eiszeit“ mit Hagel, Frost und Schneckenplagen – zurückgeführt. Zwischen 1586 und 1589 wurde Trier zudem von mehreren Seuchen heimgesucht.
Ferner scheint der sich als Landesherr und Reichsfürst verstehende Abt die Hexenjagd im Kampf um die Reichsunmittelbarkeit seiner Abtei politisch instrumentalisiert zu haben. Der Nachweis souveränen Besitzes von Blut- und Hochgerichtsbarkeit als oberstem landeshoheitlichen Recht ließ sich nämlich durch massenhaft geführte Hexenprozesse problemlos und unwiderleglich erbringen. Als übergeordnete Rechtsinstanz fungierte der St. Maximiner Oberhof, eingerichtet in einem Haus nahe der Abtei. Dieser erteilte die nach der Carolina notwendigen Advise in Hexereiverfahren, der Trierer Oberhof wurde hierdurch umgangen und der Kurfürst konnte aus den Verfahren keinerlei Hoheitsanspruch auf St. Maximin ableiten. Auch formalrechtlich waren die auf die Carolina gestützten Maximiner Hexenprozesse nicht anfechtbar.

#### Vorgehensweise
Allerdings führten die wenigsten der von Biewer angestrengten Hexenprozesse zu einer Verurteilung der Angezeigten.
Nicht völlig geklärt ist die Frage, ob Biewers Drang zur Hexenverfolgung auch finanzielle Überlegungen zugrunde lagen. Zwar gab es in St. Maximin keine Konfiskationen, diese Geldquelle war ihm also versagt. Hingegen ist nachweisbar, dass Meier und Hofleute, die gegen Biewers Erhöhungen von Pachtzinsen und Abgaben in seinen Grundherrschaften Einspruch erhoben, auffallend oft der Hexerei angeklagt und hingerichtet wurden.
Biewer war bestrebt, sein Territorium auszudehnen und es als souveräne Landesherrschaft zu etablieren. So kaufte er 1589 die Erbgrafschaft Freudenburg und gliederte sie seinem Herrschaftsgebiet ein. Ferner setzte er auf die herrschaftliche Repräsentation. Er vermehrte den Kirchenschatz der Abtei um einige wertvolle Stücke und ließ 1604 ein Verzeichnis der Kostbarkeiten anlegen. Reiner Biewer förderte – wie bereits sein Vorgänger Matthias von Saarburg – den Wiederaufbau der 1552 durch die Truppen des Kurfürsten Albrecht Alkibiades von Brandenburg-Kulmbach zerstörten Bauten von St. Maximin. Allerdings stürzte er durch die hohen Baukosten die Abtei St. Maximin in solche Schulden, dass er 1613 gezwungen wurde, sein Amt als Abt niederzulegen. Danach verliert sich seine Spur.